# Лейси, Винус
Винус Милетта Лейси (англ. Venus Milette Lacy; родилась 9 февраля 1967 года в Чаттануге, штат Теннесси, США) — американская профессиональная баскетболистка, выступавшая в женской национальной баскетбольной ассоциации. Не выставляла свою кандидатуру на драфт ВНБА 1999 года, но ещё до начала очередного сезона заключила договор с командой «Нью-Йорк Либерти», в котором провела два года. Играла на позиции центровой.

## Ранние годы
Винус Лейси родилась 9 февраля 1967 года в городе Чаттануга (штат Теннесси), училась она там же в средней школе Брэйнерд, в которой выступала в местной баскетбольной команде.